# 사막개미속
사막개미속은 불개미아과에 속한 개미의 속이다. 제일 유명한 종은 사하라사막개미인데, 열사한 곤충들을 찾기 위해 뜨거운 모래 위를 달리고, 그리고 다른 사막개미속의 개미들처럼 몸의 온도를 섭씨 50도까지 유지할 수 있다. 사막개미는 사막개미속의 길을 찾는 방법에 영감을 받아 NASA Sample Return Robot Centennial Challenge에서 우승한 자율 운행 로버의 이름이기도 하다.

## 서술
사막개미속에 속한 종들은 행동적으로, 형태적으로, 생리적으로 건조하고 뜨거운 환경에 적응하였다.

## 길을 찾는 행동
사하라에서, 개미들은 덤불이나 풀이 없고, 발자취가 몇 초 안에 바람으로 인해 지워지는 환경에서 살고 있다. 한낮의 태양은 너무 뜨거워서 토박이 동물들, 모래도마뱀, 곤충들과 몇몇 새들조차도 피난처로 대피해야 한다. 그렇지만 한 시간을 넘지 않는 이 때야말로 사막개미속이 지하의 둥지에서 나와 먹이를 찾을 수 있는 안전한 시간이다. 웨너의 말에 의하면, 이 개미들은 그 어떤 동물들보다도 높은 온도를 견딜 수 있다고 한다. 그들은 바깥으로 쏟아져나와서 열기로 인해 죽은 곤충들을 찾는다. 각각의 개미들은 대략 지그재그 모양으로 달리지만, 어떤 운 좋은 개미가 작은 곤충의 시체를 찾는 즉시 더위로 인해 죽어버리기 전에 그것을 가지고 둥지로 복귀해야 한다. 개미는 그 동안 움직여왔던 지그재그 모양의 길을 따라 돌아가지 않는다. 냄새길이 이를 가능하게 할지라도, 그런 길은 시간낭비에 불과하다. 대신 이 개미는 둥지를 향해 일직선으로 달려간다.
바깥 세상에서의 여정에서, 개미들은 지그재그모양으로 달려간다. 개미가 방향을 바꿀 때마다, 개미는 고개를 들고 태양의 방향을 찾기 위해 빙글 돈다. 또한, 개미는 쭉 달릴 때마다 얼마나 멀리 갔는지 기억해야 한다. 개미가 집에 갈 때가 되면, 개미는 모든 정보를 취합해서 필요한 정확한 방향을 알아내야 한다. 바깥에서의 여행은 15분 이상 소요되는데 매 초마다 태양빛이 내리쬔다.
실험에서, 각각의 개미들은 직접적인 태양광을 차단하며 거울을 이용해 태양이 어디에 있는지에 대한 거짓된 정보를 주는 장치가 장착되었다. 이 개미들이 집으로 향할 때, 그들은 거울이 태양의 위치를 변경시킨만큼 옮겨진 위치를 향해 달려갔다.

## 분포
다섯 종 이상이 사하라 사막에서 발견되는데, 이 사막은 이 속의 분포 영역의 중심으로 보인다. 다섯 종은 이스라엘에서 발견된다. 어떤 종은 남방 러시아, 남방 스페인, 유고슬라비아, 헝가리, 터키의 유럽 지역, 아랄 해와 카스피 해 지역과 Tijanchan 지역에서까지 서식 영역을 뻗치고 있다.

## 처녀생식
C. cursor 의 여왕개미는 처녀생식을 통해 번식을 할 수 있는 여성 자식, 즉 잠재적인 새로운 여왕이나 암컷들을 낳을 수 있다. 이 경우에 처녀생식은 감수분열로 만들어진 두 개의 일배체가 암컷으로 탄생할 이배체 접합체의 형태를 갖추기 위해 융합하는 자가접합적인 텔리토키과정을 포함한다. 여왕개미는 또한 알의 수정을 포함한 성관계를 통한 재생산으로 여성 일개미들을 생산할 수 있다.

## 이 속에 속한 종들
총 89종이 있다.
- Cataglyphis abyssinica (Forel, 1904)
- Cataglyphis acutinodis Collingwood & Agosti, 1996
- Cataglyphis adenensis (Forel, 1904)
- Cataglyphis aenescens (Nylander, 1849)
- Cataglyphis agostii Sharaf, 2007
- Cataglyphis albicans (Roger, 1859)
- Cataglyphis alibabae Pisarski, 1965
- Cataglyphis altisquamis (André, 1881)
- Cataglyphis arenaria Finzi, 1940
- Cataglyphis argentata (Radoszkowsky, 1876)
- Cataglyphis asiriensis Collingwood, 1985
- Cataglyphis aurata Menozzi, 1932
- Cataglyphis bellicosa (Karavaiev, 1924)
- Cataglyphis bergiana Arnol'di, 1964
- Cataglyphis bicolor (Fabricius, 1793) — 사하라사막개미
- Cataglyphis bicoloripes Walker, 1871
- Cataglyphis bombycina (Roger, 1859) — 사하라은개미
- Cataglyphis bucharica Emery, 1925
- Cataglyphis cana Santschi, 1925
- Cataglyphis cinnamomea (Karavaiev, 1910)
- Cataglyphis cugiai Menozzi, 1939
- Cataglyphis cuneinodis Arnol'di, 1964
- Cataglyphis cursor (Fonscolombe, 1846)
- Cataglyphis diehlii (Forel, 1902)
- Cataglyphis douwesi De Haro & Collingwood, 2000
- Cataglyphis elegantissima Arnol'di, 1968
- Cataglyphis emeryi (Karavaiev, 1911)
- Cataglyphis emmae (Forel, 1909)
- Cataglyphis espadaleri Cagniant, 2009
- Cataglyphis flavitibia Chang & He, 2002
- Cataglyphis flavobrunnea Collingwood & Agosti, 1996
- Cataglyphis floricola Tinaut, 1993
- Cataglyphis foreli (Ruzsky, 1903)
- Cataglyphis fortis (Forel, 1902) — Sahara desert
- Cataglyphis fossilis Cagniant, 2009
- Cataglyphis frigida (André, 1881)
- Cataglyphis gadeai De Haro & Collingwood, 2003
- Cataglyphis gaetula Santschi, 1929
- Cataglyphis glabilabia Chang & He, 2002
- Cataglyphis gracilens Santschi, 1929
- Cataglyphis hannae Agosti, 1994 — Tunisia
- Cataglyphis harteni Collingwood & Agosti, 1996
- Cataglyphis helanensis Chang & He, 2002
- Cataglyphis holgerseni Collingwood & Agosti, 1996
- Cataglyphis humeya Tinaut, 1991
- Cataglyphis iberica (Emery, 1906)
- Cataglyphis indica Pisarski, 1962
- Cataglyphis isis (Forel, 1913)
- Cataglyphis israelensis Ionescu & Eyer, 2016
- Cataglyphis italica (Emery, 1906)
- Cataglyphis karakalensis Arnol'di, 1964
- Cataglyphis kurdistanica Pisarski, 1965
- Cataglyphis laevior Santschi, 1929
- Cataglyphis laylae Collingwood, 2011
- Cataglyphis livida (André, 1881)
- Cataglyphis longipedem (Eichwald, 1841)
- Cataglyphis lunatica Baroni Urbani, 1969
- Cataglyphis machmal Radchenko & Arakelian, 1991
- Cataglyphis marroui Cagniant, 2009
- Cataglyphis mauritanica (Emery, 1906)
- Cataglyphis minima Collingwood, 1985
- Cataglyphis nigra (André, 1881)
- Cataglyphis nigripes Arnol'di, 1964
- Cataglyphis nodus (Brullé, 1833) — Dalmatia
- Cataglyphis oasium Menozzi, 1932
- Cataglyphis opacior Collingwood & Agosti, 1996
- Cataglyphis otini Santschi, 1929
- Cataglyphis oxiana Arnol'di, 1964
- Cataglyphis pallida Mayr, 1877
- Cataglyphis piligera Arnol'di, 1964
- Cataglyphis piliscapa (Forel, 1901)
- Cataglyphis pilisquamis Santschi, 1929
- Cataglyphis pubescens Radchenko & Paknia, 2010
- Cataglyphis rosenhaueri Santschi, 1925
- Cataglyphis rubra (Forel, 1903)
- Cataglyphis sabulosa Kugler, 1981
- Cataglyphis saharae Santschi, 1929
- Cataglyphis savignyi (Dufour, 1862) — Sahara desert
- Cataglyphis semitonsa Santschi, 1929
- Cataglyphis setipes (Forel, 1894)
- Cataglyphis shuaibensis Collingwood & Agosti, 1996
- Cataglyphis stigmata Radchenko & Paknia, 2010
- Cataglyphis takyrica Dlussky, Soyunov & Zabelin, 1990
- Cataglyphis theryi Santschi, 1921
- Cataglyphis urens Collingwood, 1985
- Cataglyphis vaucheri (Emery, 1906)
- Cataglyphis velox Santschi, 1929
- Cataglyphis viatica (Fabricius, 1787)
- Cataglyphis viaticoides (André, 1881)
- Cataglyphis zakharovi Radchenko, 1997

## 참고 문헌
- Heusser, Daniel & Wehner, Rüdiger (2002): The visual centring response in desert ants, Cataglyphis fortis. The Journal of Experimental Biology 205: 585-590. Full HTML - PDF